# Tellona variegata
Tellona variegata är en fjärilsart som beskrevs av William Chapman Hewitson 1870. Tellona variegata ingår i släktet Tellona och familjen tjockhuvuden. Inga underarter finns listade i Catalogue of Life.